# تئاتر شافتسبوری
تئاتر شافتسبوری (انگلیسی: Shaftesbury Theatre) یک سالن نمایش در لندن، انگلستان است.
این سالن تئاتر که در خیابان شافتسبوری قرار دارد در سال ۱۹۱۱ میلادی تأسیس شده و جزئی از تئاتر وست اند محسوب می‌شود. تئاتر شافتسبوری دارای ۱۴۰۰ نفر ظرفیت می‌باشد.